# クール・ジャッパーン
クール・ジャッパーン（Cool JAPPAAN）は、富士急ハイランドにあるウォーターアトラクション。1995年夏に「グレート・ザブーン（Great ZABOON）」として開業。2014年8月1日より、「クールジャパン」に由来する「クール・ジャッパーン（Cool JAPPAAN）」へと名称が変更された。
なお、ナガシマスパーランドの「シュート・ザ・シュート」及び城島高原パークにある「ポセイドン30」は、同機種である。

## 概要
巨大なボートに乗り込み30mの高さまで巻き上げられた後、40度の傾斜を滑り降り最高時速80kmで着水する、世界最大級のウォーターアトラクションである。着水時には18mの高さにもなる水飛沫が上がる。尚、着水時には慣性による衝撃（前に飛び出すような感覚）を伴うので、出発前にスタッフからしっかり踏ん張っているよう注意を促される。夏場はナガシマスカと並んで人気のアトラクションである。

## ボート
1列4人×5列の計20人乗り。それぞれ4人で1本の安全バーが付いている。
ボートにはアクリル製のカバーがある「フード付き」と、全身ずぶ濡れになる「フード無し」の2種類があり、時期によって変更される。
- フード付きボートは主に冬場などの肌寒い時期に運営される。ボートがアクリル製のカバーで覆われているのでそのまま乗り込めばよい。
- フード無しボートは主に冬以外に運営される。乗車前にポンチョ（200円）を購入するが、購入せずに乗車する事も可能。但し、水飛沫の量が非常に多くポンチョを着ていてもそれなりに濡れるので、購入した方が無難である。
- 過去にはフード付きとフード無しが1台ずつ同時に営業する時もあり、この場合はそれぞれ入口が異なるので、好きな方の列に並ぶようになっていた。

## 海の家「都並（つなみ）」
クール・ジャッパーンの水飛沫を間近で眺められる橋である。名前は、都並と津波に引っかけている。
開業当初は青を基調としたカラーリングで、橋の中央辺りには水飛沫を防ぐ為のガラス製のガードがあった。この場所に迫り来る水飛沫は相当な迫力で、人気のスポットとなっていた。
2004年夏より現在のものにリニューアルされ、名前が付けられた。配色はカラフルになりヤシの木も用意され、南国的な雰囲気となった。更に、中央のガラス製のガードは一部のガラスが撤去された。この為、ガラスの無い場所に立っているとまともに水飛沫を喰らうので、見学者もずぶ濡れになってしまう。割と危ないので注意が必要。
冬場は安全の為、立入禁止となっている。

## トラブル
2009年7月27日午後4時半頃、ホーム50m手前付近でボートが軌道を外れ、ステンレス製のガイドレールに乗り上げて停止した。乗客に怪我は無かった。この事から翌日より運転を見合わせていたが、8月4日に営業を再開した。

## その他
- 雨天時でも運行可能である。
- 入口付近には、ジョーズを思わせる鮫のオブジェが設置されている。
- 冬場は路面が凍結しやすく、霜や氷が完全に溶けるまで営業出来ない為、他のアトラクションより遅くオープンするが為多い。
- 風向きによっては、水飛沫が池の外まで飛んでくる場合がある。この時は水飛沫に注意するよう促す放送が流れる。
- アトラクション向かいにある「レストラン・ザブーン」は、1階がイタリアン、2階がバーベキューを扱うレストランだったが、2009年には「お食事処 防波亭」にリニューアルされ、1階では丼物を扱うようになった。
- 2015年7月10日に、「お食事処 防波亭」の2階に武田信玄をテーマにした「甲斐宝刀信玄館」がオープンした。こちらでは、山梨県の名物であるほうとうを使用した料理がメインとなっている。

## スペック
- 全長：285m
- 最高部高度：30m
- 最高速度：80km/h
- 最大傾斜角：40度
- 水飛沫の高さ：約18m
- 乗車定員：最大20名（1台）
- 料金：1,500円
- 乗車規定：身長110cm以上、年齢65歳未満
- 製造メーカー：Hopkins Rides（米）